# Grote struikzanger
De grote struikzanger (Cettia major) is een zangvogel uit de familie van Cettiidae.

## Verspreiding en leefgebied
Deze soort komt voor in de Himalaya en Centraal-China en telt 2 ondersoorten:
- Cettia major major: Nepalese Himalaya tot noordoostelijk India, zuidoostelijk Tibet, Myanmar en Zuidwest-China
- Cettia major vafra: noordoostelijk India (Meghalaya en Cachar in de Indiase staat Assam)